# 澳門雅辰酒店

金麗華酒店時期標誌

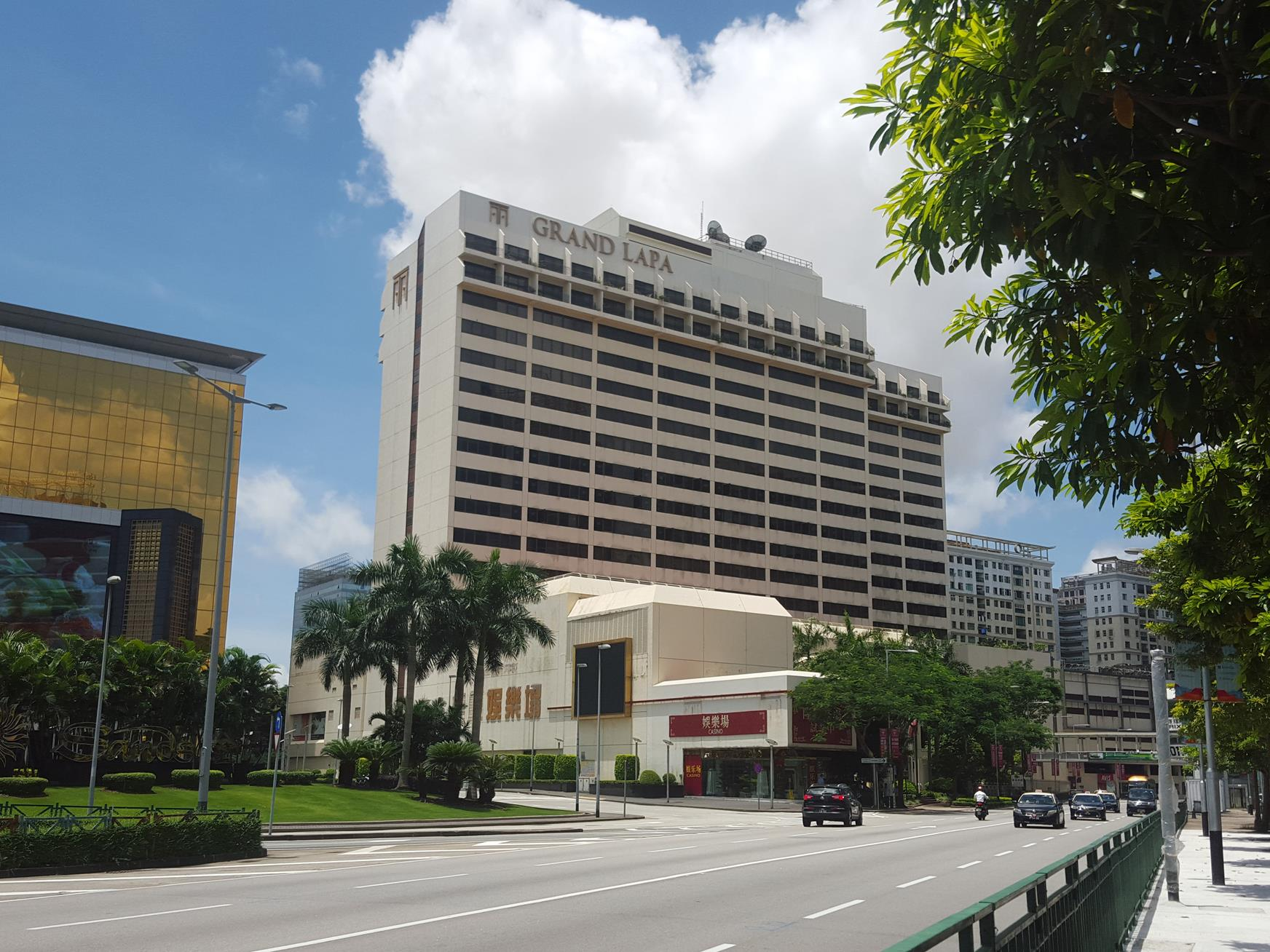
金麗華酒店時期的正面建築

澳門雅辰酒店為澳門一所五星級酒店。酒店座落於澳門市中心的友誼大馬路，鄰近外港碼頭，是澳門第一間外資酒店。
酒店的建築完全利用了葡萄牙式建築風格。酒店設有15,000平方米的渡假村，有宴會設施，還附設24小時營業不属于酒店管理的娛樂場。

## 歷史
開業初期，信德集團及文華國際酒店有限公司各佔50%股權。酒店開業時原名為澳門怡東酒店（The Excelsior），其後於1984年4月30日以澳門東方酒店（The Oriental, Macau）的名義開幕，是澳門第一間外資酒店。後期隨文華國際酒店改組而更名為澳門文華東方酒店（The Mandarin Oriental, Macau）。
2008年11月中旬，舊有的東方娛樂場進行內部裝修，及至2009年1月17日重新開幕，改由澳門博彩股份有限公司与集美集團同共管理，同時易名為集美娛樂場（英語：Jemei Casino）。
2009年1月20日，信德集團及文華東方酒店集團，將各佔50%股權的澳門文華東方酒店出售予澳門旅遊娛樂股份公司，作價16億港元，文華東方酒店集團將可獲得稅後盈利7,500萬美元，即5億8,000萬港元，而管理權仍由文華東方酒店集團持有。
2009年中，酒店由澳門文華東方酒店更名為金麗華酒店，而英文名稱則更名為Grand Lapa Macau。文華東方酒店集團另與同系的信德集團合資在其旗下的壹號湖畔經營新的澳門文華東方酒店，而此酒店則轉由何超琼领导的雅辰酒店集團管理。
2020年隨酒店內部翻新完成後，正式更名為澳門雅辰酒店，英文名稱更名為Artyzen Grand Lapa Macau。
2023年1月1日，新一輪十年期賭牌合同正式實施，由澳娛綜合持有的賭牌轄下「衛星賭場」之一的東方娛樂場在合同實施後正式結束營運。

## 交通配套
金麗華酒店設有來往酒店與澳门外港码头的接駁專巴服務，同时其前堂礼宾部可帮客人预订前往各地方的收费接送车服务。

## 事件

### 2012年酒店房間雙屍命案
2012年7月14日上午，金麗華酒店內一名酒店清潔工於清潔房間時揭發兩名37歲姓陳和35歲姓喻的男住客倒斃在房間床上，身上多刀，均是中穿心刀致死，房內遺下一把兇刀，列為謀殺案。兩名死者生前是活躍賭場的叠碼仔，因爛賭欠下逾百萬元，貴利集團曾要求他們賣器官抵債，兩人拒絕，並採取拖字訣最後被殺害。2013年4月，中國公安於山西省晉中市成功拘捕雙屍命案的疑兇，被捕男子姓王，44歲，該省呂梁市人，疑兇在殺害兩人後潛逃返回中國大陸，隨後司警透過機制通知中華人民共和國公安部緝兇，而當地公安成立專案小組調查，發現王某案發後曾到過重慶和四川，遂兵分三路抓捕。經過八個多月追捕，民警輾轉到廣州、重慶、湖北等十省三十餘個縣市，行程二萬多公里。3月27日，公安在山西省晉中市榆次區一社區內發現王某的蹤影。3月29日採取竹動成功拘捕疑兇，有人承認犯案，並供稱因賭博債務糾紛心生怨念起殺機。

### 被特區政府徵用作COVID-19隔離設施
2020年初，因應澳門本地COVID-19輸入個案上升，加上實施出入境限制措施和大批人士從外地返回澳門，隔離設施不勝負荷。2020年3月23日，政府借用該酒店435個房間用作隔離設施，成為3月起第二波疫情的第8間用作醫學觀察的指定酒店。直至2020年4月12日，該酒店正式清空，不再用作醫學觀察隔離設施。

## 外部連結
- 澳門雅辰酒店網站
- 澳門金麗華酒店網站（页面存档备份，存于）
- 澳門文華東方酒店網站